# دانشگاه اوانزویل

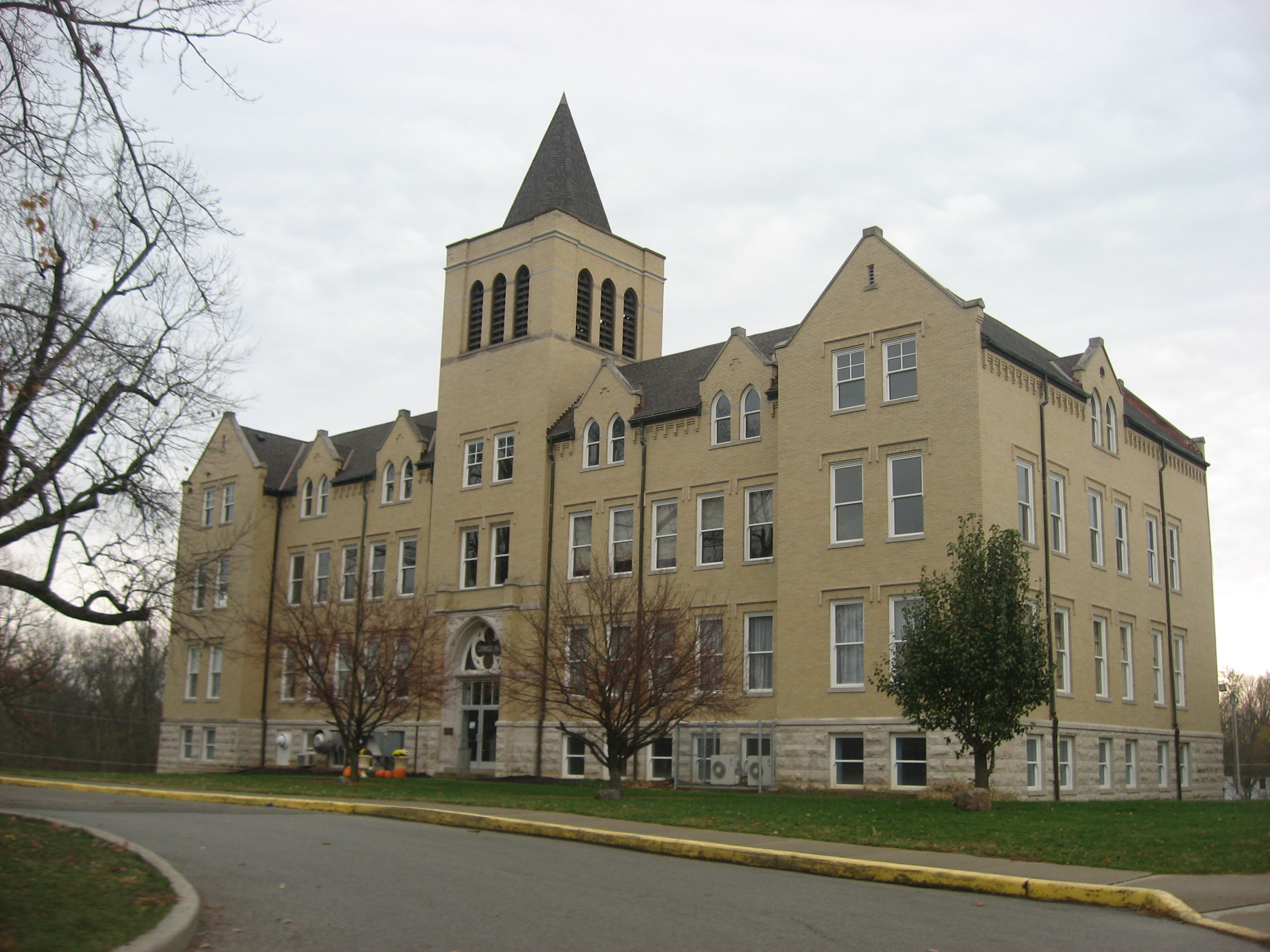
دانشگاه اوانزویل

دانشگاه اوانزویل (انگلیسی: University of Evansville) یک دانشگاه خصوصی در اوانزویل، ایندیانا است. این دانشگاه در سال ۱۸۵۴ به عنوان کالج مورس هیل تأسیس شد.